# Nudes
Nudes è una serie televisiva italiana diretta da Laura Luchetti e prodotta da Bim Produzione in collaborazione con Rai Fiction. La prima stagione è composta da 10 episodi pubblicati il 20 aprile 2021 sulla piattaforma RaiPlay. I 9 episodi della seconda stagione invece vengono resi disponibili dal 25 ottobre 2024. È l'adattamento italiano dell'omonimo teen drama norvegese.

## Trama
Sono narrate le vicende di protagonisti adolescenti, giovani e adulti. Le storie sono ciascuna separata dall’altra seguendo il formato antologico ma unite dal tema unico del revenge porn, ovvero la diffusione illecita di video sessualmente espliciti, che è il tema principalmente affrontato dalla serie in modo diretto, entrando di petto nelle storie, nelle vite stravolte dei personaggi inconsapevoli del potere devastante delle immagini.
Un momento in cui tutto cambia, da un giorno all'altro e per sempre. La serie mostra quanto sia pericoloso oltrepassare questo confine nel modo sbagliato, affrontando il tema del "revenge porn" attraverso il punto di vista dei protagonisti che ne sono coinvolti.

## Episodi
| Stagione         | Episodi | Pubblicazione Italia |
| ---------------- | ------- | -------------------- |
| Prima stagione   | 10      | 2021                 |
| Seconda stagione | 9       | 2024                 |

## Personaggi e interpreti

### Personaggi presenti nell'episodio di Vittorio
- Vittorio Corradi, interpretato da Nicolas Maupas. L’interrogatorio di Vittorio da parte della polizia arriva come un fulmine a ciel sereno. Vittorio viene accusato di aver diffuso il video di una giovane che, all’epoca dei fatti, era ancora minorenne. Vittorio corre il rischio di una pena che sa di beffa, se non fosse tutto così drammaticamente vero: diffusione di materiale pedopornografico, un’accusa che può portarlo in galera. Per quanto Vittorio tenti di nascondere l’accusa che gli pende addosso, in poco tempo la notizia si diffonde in tutta la comunità, generando in tutti la stessa domanda: Vittorio è vittima o carnefice?
  - Costanza, interpretata da Giulia Sangiorgi.
  - Marta Mwangi, interpretata da Geneme Tonini.
  - Daniele, interpretato da Alessandro Bedetti.
  - Gina, interpretata da Matilde Pettazzoni.
  - Elena Corradi, interpretata da Elena Di Cioccio.
  - Federico Corradi, interpretato da Massimo Nicolini.
  - Avv. Biscossi, interpretato da Stefano Fregni.
  - Luca, interpretato da Amedeo Burzacchi.
  - Ricky, interpretato da Francesco Le Rose.

### Personaggi presenti nell'episodio di Sofia
- Sofia, interpretata da Fotinì Peluso. Le immagini nitide di un rapporto sessuale tra due adolescenti: un video che sta girando di telefonino in telefonino, di chat in chat. E Sofia sa bene chi siano i due protagonisti del video. È lei quella ragazza inquadrata con indosso solo una coroncina giocattolo, filmata durante una festa mentre fa sesso con Tommi in un capanno degli attrezzi. Ma chi è stato a girare quel video? Il mondo di Sofia, sempre sotto controllo è improvvisamente scosso da un uragano. Per fortuna ci sono Viola, Anna ed Emilia, le sue migliori amiche, quelle su cui Sofia sa di poter contare. Sempre. Sono le sue amiche a proteggerla, a sostenerla in questo momento buio e soprattutto ad affiancarla nella difficile ricerca della verità. E Sofia sembra sempre più convinta ad andare fino in fondo, anche se questo la metterà di fronte a dolorose scoperte.
  - Tommi, interpretato da Giovanni Maini.
  - Anna, interpretata da Cecilia Bertozzi.
  - Emilia, interpretata da Anna Signaroldi.
  - Viola, interpretata da Catherine Balsamo.
  - Simone, interpretato da Francesco Degli Esposti.
  - Chichi, interpretata da Luce Scheggi.
  - Massimo, interpretato da Andrea Bosca.

### Personaggi presenti nell'episodio di Ada
- Ada, interpretata da Anna Agio. Per Ada era iniziato tutto come un gioco. Un gioco per ragazzi più grandi, di sicuro non adatto a una quattordicenne. Uno scambio di messaggi con un ragazzo conosciuto su una app di incontri, il primo che sembrava finalmente non trattarla come una bambina. Il primo a farla sentire una giovane donna desiderata. Ma sembra che le foto senza veli che Ada ha condiviso con quel ragazzo molto dolce, Mirko, siano finite su alcuni siti pornografici. A informare Ada è Giancarlo, un uomo che la contatta telefonicamente raccontandole l’accaduto e dicendole di lavorare per una società chiamata Online Safety. Se la ragazza non volesse sporgere denuncia alla polizia postale, se non volesse che sua madre venisse a sapere della storia, lui potrebbe risolvere il problema. Tutto però ha un prezzo.
- Claudia, interpretata da Alice Lazzarato.
  - Paola, interpretata da Linda Gennari.
  - Prof. Mori, interpretato da Luciano Scarpa.
  - Giancarlo Rossi, interpretato da Giuseppe Attanasio.
  - Mirko, interpretato da Francesco Di Mauro.